# Stade Omnisports Roumdé Adjia
Stade Omnisports Roumdé Adjia – wielofunkcyjny stadion w mieście Garoua w Kamerunie. Najczęściej używany jest jako stadion piłkarski, a swoje mecze rozgrywa na nim drużyna Cotonsport Garoua. Stadion może pomieścić 35 tysięcy widzów i jest trzecim pod względem wielkości w Kamerunie. Wybudowany został w 1978 roku. Obiekt jest jedną z aren Pucharu Narodów Afryki w 2022 roku.